# Strobilanthes neesii
Strobilanthes neesii är en akantusväxtart som beskrevs av Wilhelm Sulpiz Kurz. Strobilanthes neesii ingår i släktet Strobilanthes och familjen akantusväxter. Inga underarter finns listade i Catalogue of Life.